# 安娜堡市立圖書館
安娜堡地區圖書館（英語：Ann Arbor District Library，AADL）是一個公共圖書館系統，為密歇根州安娜堡的居民提供服務。市中心圖書館位於南第五大道 343 號，於1957年投入使用，並於1974年和1991年進行了擴建。AADL還包括四個分館：Malletts Creek、Traverwood、Pittsfield和Westgate。 圖書館系統擁有超過490,000種閱讀材料——包括書籍、DVD、光盤、雜誌、有聲讀物和其他格式。2011-12 年有超過150萬人次進入了AADL系統，圖書館資料的流通量超過了850萬。1997年，該圖書館系統被《圖書館雜誌》評為“年度國家圖書館”，這是密歇根州第一家獲此殊榮的圖書館。

## 外部連結
- Ann Arbor District Library Website （页面存档备份，存于）
- Ann Arbor District Library Old News Website （页面存档备份，存于）

42°16′44″N 83°44′46″W / 42.278801°N 83.746157°W